# Інь Цзянь
Інь Цзянь  (кит.: 殷剑, 25 грудня 1978) — китайська яхтсменка, олімпійська чемпіонка.

## Виступи на Олімпіадах
| Олімпіада  | Дисципліна  | Місце |
| ---------- | ----------- | ----- |
| Афіни 2004 | віндсерфинг | 2     |
| Пекін 2008 | віндсерфинг | 1     |